# Sukarno
Kusno Sosrodihardjo (Surabaya, 6 de junio de 1901 - Yakarta, 21 de junio de 1970), más conocido como Sukarno, fue un político, nacionalista y revolucionario indonesio y el primer presidente de la República de Indonesia (1945-1967) tras la independencia del archipiélago.
Sukarno fue el líder de la lucha indonesia por la independencia del colonialismo holandés. Fue un destacado dirigente del movimiento nacionalista indonesio durante el periodo colonial y pasó más de una década detenido por los holandeses hasta que fue liberado por las fuerzas invasoras japonesas en la Segunda Guerra Mundial. Sukarno y sus compañeros nacionalistas colaboraron para conseguir el apoyo de la población al esfuerzo bélico japonés, a cambio de la ayuda japonesa para difundir sus ideas nacionalistas. Tras la rendición japonesa, Sukarno y Muhammad Hatta declararon la independencia de Indonesia el 17 de agosto de 1945, y Sukarno fue nombrado presidente. Dirigió a los indonesios en la resistencia a los esfuerzos de recolonización holandesa por medios diplomáticos y militares hasta el reconocimiento holandés de la independencia de Indonesia en 1949. El autor Pramoedya Ananta Toer escribió en una ocasión: "Sukarno fue el único líder asiático de la era moderna capaz de unificar a personas de orígenes étnicos, culturales y religiosos tan diferentes sin derramar una gota de sangre".
Tras un caótico periodo de democracia parlamentaria, Sukarno estableció en 1959 un sistema autocrático llamado «democracia dirigida» que acabó con éxito la inestabilidad y las rebeliones que amenazaban la supervivencia del diverso y díscolo país. A principios de la década de 1960, Sukarno viró Indonesia hacia la izquierda proporcionando apoyo y protección al Partido Comunista de Indonesia (PKI), para irritación de los militares y los islamistas. También se embarcó en una serie de políticas exteriores agresivas bajo la rúbrica del antiimperialismo, con ayuda de la Unión Soviética y China. El fracaso del Movimiento del 30 de septiembre en 1965 condujo a la destrucción del PKI por parte del Ejército y las milicias aliadas, apoyados desde las naciones occidentales, incluidos Estados Unidos y el Reino Unido, con ejecuciones de sus miembros y simpatizantes en varias masacres, con un número estimado de 500 000 a 1 000 000 de muertos. Fue sustituido en 1967 por uno de sus generales, Suharto, y permaneció bajo arresto domiciliario hasta su muerte en 1970.

## Nombre
El nombre deriva de un héroe de la Mahabharata epopeya hindú, Karna. Su padre al ser de Indonesia se inspiró en los héroes históricos indios y en la cultura hindú y estaba profundamente influenciado por Karna que llamó a su hijo como Sukarno. Su(bueno)+ Karna o "El buen Karna". Karna fue un héroe principal de la gran epopeya Mahabharata y el padre de Sukarno lo proyectó para que creciera como una persona valiente como Karna, se convirtiera en Daanveer para sus súbditos, salvador o el mesías para su pueblo y un rey como Karna. La grafía Soekarno, (basada en el holandés) sigue siendo de uso frecuente, principalmente porque solía firmar con la antigua grafía. El propio Sukarno insistía en escribir con "u", no con "oe", pero decía que en la escuela le habían dicho que usara el estilo holandés y que, después de 50 años, era demasiado difícil cambiar su firma, por lo que seguía escribiendo su firma con "oe". Sin embargo, los decretos presidenciales oficiales indonesios del periodo 1947-1968 imprimían su nombre con la grafía de 1947. El Aeropuerto Internacional Soekarno-Hatta, que da servicio a la zona cercana a la capital de Indonesia, Yakarta, sigue utilizando la grafía holandesa.
Los indonesios también le recuerdan como Bung Karno (Hermano/Camarada Karno) o Pak Karno ("Sr. Karno"). Como muchos javaneses, tenía sólo un nombre.
A veces se le conoce en el extranjero como "Achmed Sukarno", o alguna variante del mismo. El nombre ficticio puede haber sido añadido por periodistas occidentales confundidos por alguien con un solo nombre, o por partidarios indonesios de la independencia para atraer el apoyo de los países musulmanes. Fuente del Ministerio de Asuntos Exteriores reveló más tarde, "Achmed" (más tarde, escrito como "Ahmad" o "Ahmed" por los estados árabes y otros estados extranjeros de prensa) fue acuñado por M. Zein Hassan, un estudiante indonesio de la Universidad de Al-Azhar y más tarde miembro del personal del Ministerio de Asuntos Exteriores, para establecer la identidad de Soekarno como musulmán ante la prensa egipcia, tras una breve controversia en aquel momento en Egipto alegando que el nombre de Sukarno "no era suficientemente musulmán". Tras adoptar el nombre de "Achmed", los estados musulmanes y árabes apoyaron libremente a Sukarno. Así, en la correspondencia con Oriente Medio, Sukarno siempre firmaba como "Achmed Soekarno"."

## Primeros años

### Primeros años y educación

#### Primeros años

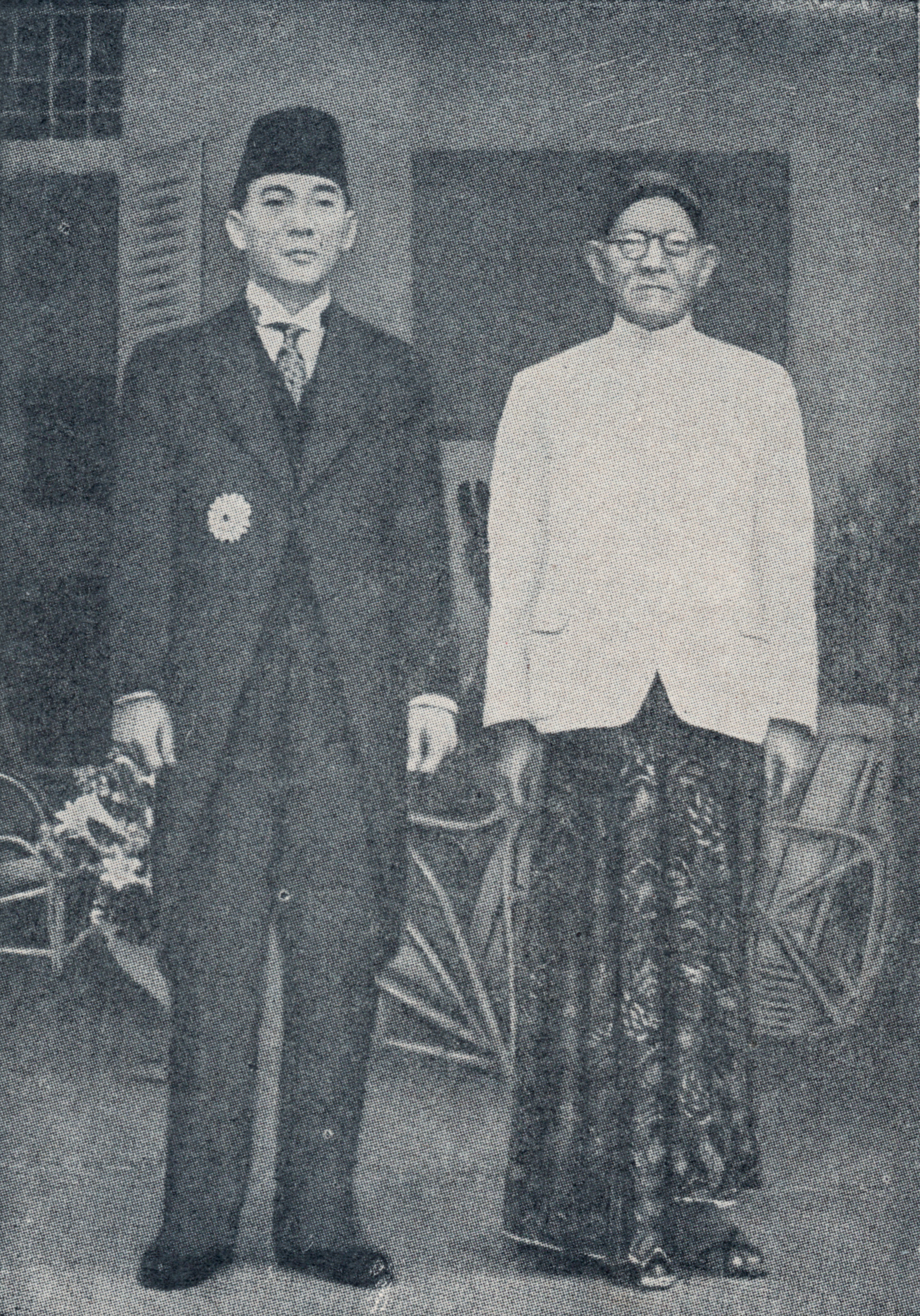
Sukarno con su padre, Raden Soekemi Sosrodihardjo

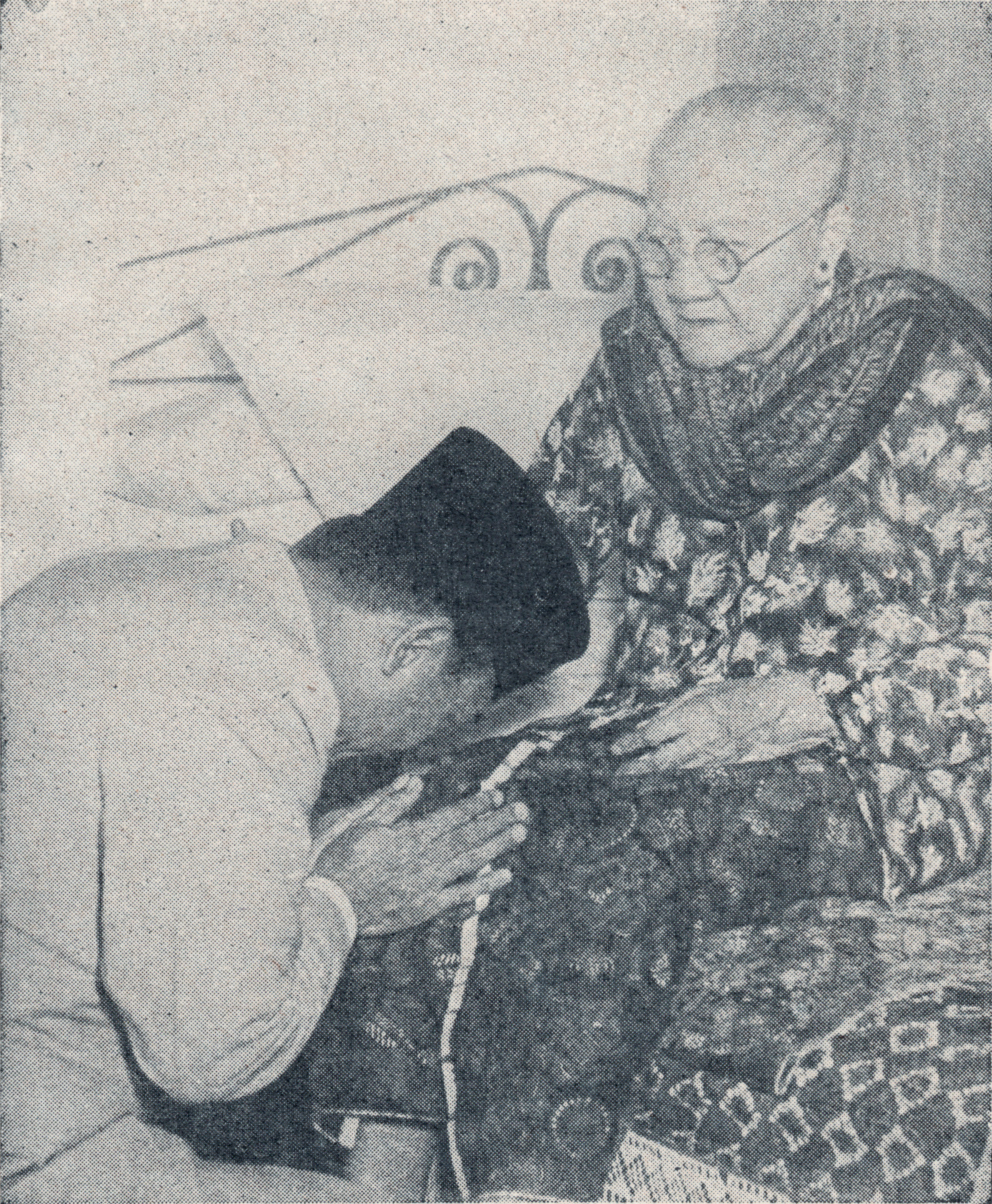
Sukarno con su madre, Ida Ayu Nyoman Rai

Hijo de un maestro de escuela primaria javanés, un aristócrata llamado Raden Soekemi Sosrodihardjo, y su esposa hindú balinesa de familia brahmán llamada Ida Ayu Nyoman Rai de Buleleng, Sukarno nació en Surabaya en las Indias Orientales Neerlandesas (actual Indonesia), donde su padre había sido enviado tras una solicitud de traslado a Java. Originalmente se llamaba Kusno Sosrodihardjo'. Siguiendo la costumbre javanesa, se le cambió el nombre tras sobrevivir a una enfermedad infantil.

#### Educación
Tras graduarse en una escuela primaria nativa en 1912, fue enviado a la Europeesche Lagere School (una escuela primaria holandesa) en Mojokerto. Posteriormente, en 1916, Sukarno fue a una Hogere Burgerschool (una escuela secundaria superior de tipo holandés) en Surabaya, donde conoció a Tjokroaminoto, nacionalista y fundador del Sarekat Islam. En 1920, Sukarno se casó con la hija de Tjokroaminoto, Siti Oetari. En 1921, comenzó a estudiar ingeniería civil (con especialización en arquitectura) en el Technische Hoogeschool te Bandoeng (Instituto de Tecnología de Bandoeng), donde obtuvo el título de Ingenieur (abreviado como "ir.", un título de ingeniero de tipo holandés) en 1926. Durante sus estudios en Bandung, Sukarno mantuvo una relación sentimental con Inggit Garnasih, la esposa de Sanoesi, el propietario de la pensión donde vivía como estudiante. Inggit era trece años mayor que Sukarno. En marzo de 1923, Sukarno se divorció de Siti Oetari para casarse con Inggit (que también se divorció de su marido Sanoesi). Posteriormente, Sukarno se divorció de Inggit y se casó con Fatmawati.
Sukarno dominaba varios idiomas, algo atípico incluso entre la reducida élite culta del país. Además de la  lengua javanesa de su infancia, dominaba el sundanés, el balinés y el indonesio, y era especialmente hábil con el neerlandés. También se desenvolvía con soltura en alemán, inglés, francés, árabe y japonés, todas ellas enseñadas en su HBS. Le ayudó su memoria fotográfica y mente precoz.
En sus estudios, Sukarno era "intensamente moderno", tanto en arquitectura como en política. Despreciaba tanto el feudalismo tradicional javanés, al que consideraba "atrasado" y culpable de la caída del país bajo la ocupación y explotación holandesas, como el imperialismo practicado por los países del occidental, al que calificaba de "explotación del hombre por el hombre" (exploitation de l'homme par l'homme). Culpaba de ello a la profunda pobreza y los bajos niveles de educación de los indonesios bajo los holandeses. Para fomentar el orgullo nacionalista entre los indonesios, Sukarno interpretó estas ideas en su forma de vestir, en su planificación urbanística de la capital (finalmente Yakarta) y en su política socialista, aunque no extendió su gusto por el arte moderno a la música pop; hizo encarcelar a Koes Bersaudara por sus letras supuestamente decadentes a pesar de su fama de mujeriego. Para Sukarno, la modernidad era ciega frente a la raza, pulcra y elegante en su estilo, y antiimperialista.

### Carrera de arquitectura

#### Firma Sukarno & Anwari
Tras graduarse en 1926, Sukarno y su amigo de la universidad Anwari crearon el estudio de arquitectura Sukarno & Anwari en Bandung, que ofrecía servicios de planificación y contratistas. Entre las obras arquitectónicas de Sukarno destacan el edificio renovado del hotel Preanger (1929), donde actuó como ayudante del famoso arquitecto holandés Charles Prosper Wolff Schoemaker. Sukarno también diseñó muchas casas privadas en las actuales Jalan Gatot Subroto, Jalan Palasari y Jalan Dewi Sartika en Bandung. Más tarde, como presidente, Sukarno siguió dedicándose a la arquitectura, diseñando el Monumento a la Proclamación y el adyacente Gedung Pola en Yakarta; el Monumento a la Juventud (Tugu Muda) en Semarang; el Monumento a Alun-alun en Malang; el Monumento a los Héroes en Surabaya; y también la nueva ciudad de Palangkaraya en Kalimantan Central.

## Biografía
Sukarno era hijo de un maestro de escuela javanés y de su esposa balinesa de Buleleng. Nació en Surabaya, ciudad de Java Oriental, en las antiguas Indias Orientales Neerlandesas, aunque pasó su infancia en distintos lugares como Mojokerto, Tulungagung y Blitar. Cuando su padre lo devolvió a Surabaya en 1916 para asistir a una escuela secundaria, se reunió con Tjokroaminoto, un futuro independentista. En 1921 comenzó a estudiar en la Technische Hogeschool (Escuela Superior Técnica de Bandung), graduándose en 1925. Estudió ingeniería civil y se centró en la arquitectura, con la cual encauzó su vida.
En 1927 fundó el Partido Nacional Indonesio. Fue detenido en 1929 por las autoridades coloniales de los Países Bajos y en 1931 fue puesto en libertad. En 1939 fue desterrado a la isla de Sumatra, de la que fue liberado por los japoneses tras la invasión de la isla en 1942, en el marco de la Segunda Guerra Mundial. Al final de esta, el 17 de agosto de 1945, proclamó la independencia de Indonesia. Dirigió la guerra contra los Países Bajos hasta que estos reconocieron la independencia del país en 1949. Además, fue quien ideó la filosofía e ideología del nuevo Estado con el pancasila.
Sukarno estableció un sistema autoritario en el que, en medio de medidas extravagantes, intentó buscar un equilibrio entre las diversas fuerzas políticas y sociales con presencia (ejército, extrema derecha, partido comunista, etc). En 1959 instituyó la democracia dirigida. Su postura nacionalista le llevó a oponerse a la creación de la Federación de Malasia en 1963 y retirar a Indonesia de la ONU en 1965.
Visitó Yugoslavia, Francia, la Unión Soviética, México, Cuba, los Estados Unidos, Italia, China y Japón.
El general Suharto ante el progresivo crecimiento del Partido Comunista de Indonesia (PKI), que contaba con el apoyo táctico de Sukarno; y tras el fallido intento de golpe de Estado el 30 de septiembre de 1965 por parte del PKI, fue el principal artífice de la masacre en Indonesia de 1965-1966, que asesinó a más de 500 000 personas simpatizantes del Partido Comunista de Indonesia, así como a otros grupos como los hinduistas, los cristianos, algunos musulmanes moderados o la minoría china. Tras esta masacre, el PKI, tercer partido comunista más grande del mundo en la década de 1960, quedó prácticamente erradicado; Suharto obligó a Sukarno a delegarle el poder en marzo de 1966; y finalmente lo sustituyó como presidente en 1967. Las matanzas de comunistas prosiguieron en algunas partes del país hasta 1967 y la represión de Suharto continuó en los años posteriores. Sukarno vivió aislado y bajo arresto domiciliario hasta su muerte en Yakarta, el 21 de junio de 1970.